# Dorfromantik
Dorfromantik je logická strategie z roku 2022, kterou vyvinulo a vydalo studio Toukana Interactive. Ve hře hráč umisťuje řadu šestiúhelníkových dlaždic obsahujících prvky venkovského prostředí a vytváří tak krajinu. Hráč získává body a další dlaždice spojováním stejných stran dlaždic k sobě, uzavíráním polí, lesů a vesnic a plněním úkolů, aby vytvořil souvislé oblasti. Dodatečný kreativní režim umožňuje hráči vytvářet si vlastní krajiny.
Hru Dorfromantik vyvinuli čtyři němečtí a švýcarští studenti magisterského programu herního designu na HTW Berlin : Timo Falcke, Sandro Heuberger, Luca Langenberg a Zwi Zausch. Protože cítili, že by to mohla být jejich poslední šance pracovat společně bez dalších povinností, založili studio Toukana za účelem vyvinutí poklidné, minimalistické hry. Hra vznikla na začátku roku 2020 jako jeden z několika malých prototypů, ale po zařazení do herního balíčku na Itch.io na sebe brzy upoutala pozornost a stala se hlavním projektem týmu. Název hry vychází ze staršího německého slova, které znamená „romantizace vesnice“ nebo nostalgický pocit po venkově, a hra samotná byla inspirována romantickými a impresionistickými krajinomalbami a budovatelskými strategiemi.
Hra byla poprvé vydána v březnu 2021 v rámci předběžného přístupu, což vedlo k prudkému nárůstu zájmu, stejně jako k získání ocenění a nominací. Po několika aktualizacích byla v dubnu 2022 vydána plná verze pro Windows a v září 2022 následoval port pro Nintendo Switch. Kritici dali hře pozitivní recenze, zejména za její estetiku a design, ale měli smíšené názory na hloubku hratelnosti. V únoru 2023 byla nakladatelstvím Pegasus Spiele vydána kooperativní desková hra pod názvem Dorfromantik: The Board Game, která v tomtéž roce získala ocenění Spiel des Jahres. V únoru 2024 následovala kompetitivní verze pro dva hráče s názvem Dorfromantik: The Duel.

## Hratelnost
Dorfromantik je logická strategie pro jednoho hráče, ve které hráč umisťuje na rovinu řadu šestiúhelníkových dlaždic obsahujících prvky venkovského prostředí a vytváří tak krajinu. Každá dlaždice může obsahovat jeden až šest druhů krajiny: les, neúrodná půda, vesnice, voda, železnice a pole, přičemž každé straně je přiřazen jeden typ krajiny. Hra začíná umístěnou dlaždicí, jejíž šest stran tvoří neúrodná půda, a balíčkem 40 náhodných dlaždic, které je třeba umístit. Hráč může umístit pouze vrchní dlaždici z balíčku a vidí pouze tři horní dlaždice. Dlaždice lze před umístěním otáčet a lze je umístit kamkoli do krajiny, pokud se dotýkají alespoň jedné existující dlaždice. Jediným omezením je, že umístěné dlaždice nemohou způsobit, že vodní cesty nebo železniční tratě náhle skončí na okraji dlaždice. Jakmile je dlaždice umístěna, nelze s ní znovu pohnout. Hráč však může své akce vrátit zpět.
Body se udělují za umístění dlaždice podle toho, kolik jejích okrajů se shoduje s okraji sousedních dlaždic. Některé dlaždice mají přidružené úkoly, například vytvoření železniční trati minimální délky zahrnující danou dlaždici nebo vytvoření souvislého pole zahrnujícího danou dlaždici s přesným počtem hran. Úkoly mohou mít také dodatečný úkol na uzavření oblasti, například pole, tak, aby k ní již nebylo možné připojit žádné další okraje pole. Za splnění úkolů získává hráč body a další dlaždice, stejně jako za srovnání hran dlaždice s hranami všech šesti okolních dlaždic. Hra končí, když hráči dojdou dlaždice. Skryté dlaždice s úkoly lze nalézt v určité vzdálenosti od výchozí pozice, jejichž splnění odemkne achievementy. Dokončení těchto achievementů hráči poskytne nové vzhledy dlaždic, například dlaždici s hodinovou věží nebo zvířetem, které se potuluje lesem, stejně jako biomy nebo umělecké styly pro hru. Kromě standardního herního režimu existuje kreativní režim bez omezení počtu dlaždic, rychlý režim s omezeným počtem dlaždic a režimy výzev s upravenými pravidly.

## Vývoj
Hra byla vyvinuta čtyřmi německými a švýcarskými studenty HTW Berlin: Timo Falcke, Sandro Heuberger, Luca Langenberg a Zwi Zausch. Všichni čtyři získali na univerzitě bakalářský titul v oboru herního designu a Heuberger s Falckem vytvořili a vydali hru ViSP - Virtual Space Port. Po promoci všichni začali pracovat, ale když HTW Berlin zahájila magisterský program v oboru herní design, vrátili se. Když začali svůj první semestr magisterského programu, založili všichni čtyři studio Toukana Interactive, protože cítili, že je to naposledy v jejich životě, kdy se všichni budou moci naplno soustředit na své vlastní projekty, místo aby pracovali v jiných společnostech. V rámci studia Toukana se chtěli zaměřit na vytváření „minimalistických a lákavých her“. Skupina se ve svých diplomových pracích zaměřila na tvorbu hry a od školního institutu DE:HIVE získala podporu na založení studia.
Během semestru vytvořili deset různých prototypů her, každý z nich během několika dní. Jedním z nich byl prototyp vytvořený pro Ludum Dare jam na konci dubna s tématem „Keep it Alive“. Skupina přistoupila k tématu herního jamu s konceptem „udržení civilizace naživu jejím vyvážením s okolní přírodou“. Rozhodli se použít umisťování dlaždic jako jednoduchou základní mechaniku a poté přidali úkoly, aby dali umístění dlaždic smysl. Na konci dvoudenního game jamu byla základní hratelnost hry Dorfromantik dokončena a tým měl jasnou vizi, kam hru posunout dál. Jako název hry zvolili Dorfromantik, starší německé slovo, které se překládá jako „romantizace vesnice“ nebo nostalgický pocit po venkově. Přestože jim bylo doporučeno, aby ho pro anglicky mluvící publikum změnili, název se nakonec uchytil.
V červnu 2020 prodával web Itch.io balíček více než 1700 her na charitu s názvem „Bundle for Racial Justice and Equality“. Hra Dorfromantik byla součástí balíčku, kterého se prodalo přes 800 000 kopií, což vedlo k prudkému nárůstu zájmu o hru. Tým, který cítil, že tato hra byla z prototypů nejslibnější, se rozhodl pokračovat v jejím vývoji. Čtveřice na hře pracovala ještě téměř dva roky. Původně plánovali vydat finální verzi koncem roku 2021, ale pozitivní ohlasy na hru je donutily vydat verzi v rámci předběžného přístupu o šest měsíců dříve dne 25. března 2021. Toto vydání opět získalo velkou pozornost a v následujícím měsíci hra vyhrála cenu za Nejlepší herní design a Nejlepší debut a byla nominována na Nejlepší rodinnou hru v rámci Deutscher Computerspielpreis. Následovala nominace na Nejlepší studentskou hru na Independent Games Festival Awards v květnu téhož roku. Studio najalo komunitního manažera a marketingového profesionála a pokračovalo ve vývoji hry. Rozhodli se hru vydat sami, protože cítili, že jedním z cílů projektu bylo naučit se všechny části procesu tvorby hry sami.
V době vydání v rámci předběžného přístupu studio Toukana stále plánovalo vydání plné hry na konci roku 2021. V červenci však bylo vydání odloženo na jaro 2022. Zbytek vývojového času tým strávil vylepšováním hry a přidáváním funkcí, jako například kreativního režimu, dalších biomů, úkolů a dlaždic. Hra si i nadále získávala pozornost a v srpnu 2021 byla na veletrhu Gamescom 2021 nominována na cenu za Nejlepší nezávislou hru. V prosinci 2021 získala cenu za Nejlepší německou hru na Deutscher Entwicklerpreis. Plná verze hry pro Windows byla vydána 28. dubna 2022 a zahrnovala další herní režimy a hudbu. Verze pro Nintendo Switch byla vydána 29. září 2022.
Design hry byl inspirován evropskými deskovými hrami, stejně jako videohrami Islanders (2019), Townscaper (2021) a Tetris (1985). Prostředí hry bylo inspirováno samotnými čtyřmi členy týmu, protože všichni vyrůstali na německém a švýcarském venkově, v různých prostředích od hor až po moře. Umělecký styl byl ovlivněn spíše krajinomalbami s romantickým, idealizovaným stylem, zejména romantickými a impresionistickými obrazy, spíše než realistickými zobrazeními. Hudbu složili Laryssa Okada a Pygoscelis; tým je požádal, aby vytvořili ambientní a meditativní skladby, které by nebyly nudné a neodváděly pozornost od hraní. Dvanáct skladeb pro hru bylo vydáno jako dva samostatné obsahy, a to společně s předběžným přístupem hry a jejím plným vydáním jako Dorfromantik Soundtrack Vol. 1 a 2.

## Přijetí
| Agregátor  | Skóre                 |
| ---------- | --------------------- |
| Metacritic | PC: 80/100 NS: 82/100 |

| Udělil                | Skóre  |
| --------------------- | ------ |
| Destructoid           | 8/10   |
| Edge                  | 7/10   |
| Game Informer         | 8/10   |
| GameStar              | 81/100 |
| Nintendo Life         | 8/10   |
| Nintendo World Report | 8.5/10 |
| Shacknews             | 9/10   |

Podle agregátoru recenzí Metacritic obdržela hra „obecně příznivé recenze“. Studio Toukana nezveřejnilo žádné údaje o prodeji, ale uvedlo, že hned po vydání hry v předběžném přístupu bylo schopno splatit všechny své granty a financovat vývoj své další hry.
Kritici velmi chválili hratelnost, ale názory na její hloubku se lišily. Několik recenzentů, jako například Wolfgang Rabenstein z GameStar, Robert Purchese z Eurogamer a recenzent z Edge, označilo hratelnost za „příjemnou a relaxační“, „uspokojivou“ a „meditativní“. Katharine Castle z Rock Paper Shotgun prohlásila, že je to jeden z „nejkouzelnějších, nejpříjemnějších a nejpohodovějších herních světů“. Marcus Stewart z Game Informer a Neal Ronaghan z Nintendo World Report uvedli, že hra si udržuje dobrou rovnováhu mezi útulností a strategií, zatímco Zoey Handley z Destructoid měla pocit, že má strategie příliš málo. Mitch Vogel z Nintendo Life uvedl, že hratelnost byla „z dlouhodobého hlediska relativně povrchní“. Oli Welsh z Polygon naopak shledal hru poutavou a logickou, jakmile se zaměřil na perfektní umístění dlaždic, spíše než na přímočaré hraní. Tuto dualitu herního zážitku shrnul Hikaru Nomura z IGN Japan jako „mezeru“ v hratelnosti. Hráči mohli buď spokojeně umisťovat dlaždice podle svého uvážení, aby dokončili úkoly, nebo trávit mnohem více času soustředěním se na perfektní umístění dlaždic, aby dosáhli vysokého skóre, bez možnosti kompromisu.
Prezentace hry byla všeobecně chválena. Polygon ji označil za „nádhernou a hračkovitou“ a „esteticky příjemnou“ a IGN Japan pochválil „idylické vizuální zpracování“. Game Informer uvedl, že vytvořila „zenovou atmosféru“ a chválil způsob, jakým se biomy navzájem s rozšiřováním krajiny prolínají. Rock Paper Shotgun uvedl, že vyvolala pocit „mlhavých letních prázdnin, svěžích podzimních odpolední a útulných zimních nocí“. Také pochválil hudbu a zvukový design, stejně jako IGN Japan, který uvedl, že se perfektně hodí k venkovské krajině. Morgan Shaver ze Shacknews hudbu označil za „pastvu pro uši“ a uvedl, že hudba, zvuky v pozadí a zvukové efekty akcí „do sebe plynule zapadají“, aby vytvořily klidný zážitek.

### Ocenění a nominace
| Rok  | Ocenění                                      | Kategorie                            | Výsledek  | Ref.          |
| ---- | -------------------------------------------- | ------------------------------------ | --------- | ------------- |
| 2021 | 23. ročník Independent Games Festival Awards | Nejlepší studentská hra              | nominace  | [ 15 ]        |
| 2021 | Gamescom Awards                              | Nejlepší nezávislá hra               | nominace  | [ 19 ]        |
| 2021 | Deutscher Computerspielpreis                 | Nejlepší rodinná hra                 | nominace  | [ 13 ] [ 14 ] |
| 2021 | Deutscher Computerspielpreis                 | Nejlepší herní design                | vítězství | [ 13 ] [ 14 ] |
| 2021 | Deutscher Computerspielpreis                 | Mladý talent – Nejlepší debut        | vítězství | [ 13 ] [ 14 ] |
| 2021 | Deutscher Entwicklerpreis                    | Nejlepší německá hra                 | vítězství | [ 9 ]         |
| 2021 | The Steam Awards                             | Pane doktore, vy jste se zase kochal | nominace  | [ 31 ]        |
| 2022 | The Steam Awards                             | Pane doktore, vy jste se zase kochal | nominace  | [ 32 ]        |
| 2022 | 38. ročník Golden Joystick Awards            | Nejlepší nezávislá hra               | nominace  | [ 33 ]        |

## Deskové hry

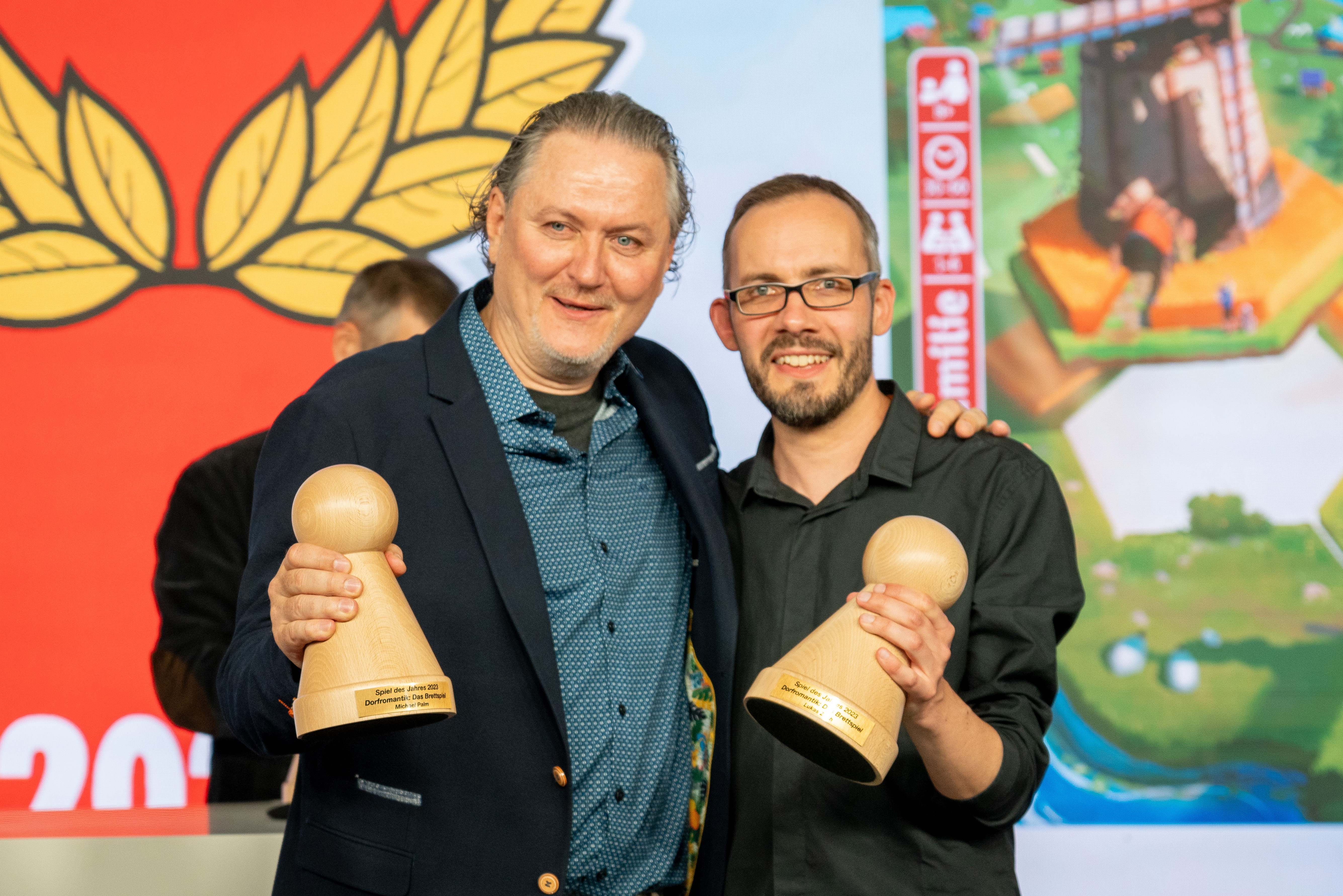
Michael Palm (vlevo) a Lukas Zach (vpravo) přebírající ocenění Spiel des Jahres

V roce 2023 vyšla adaptace ve formě deskové hry s názvem Dorfromantik: The Board Game od nakladatelství Pegasus Spiele. Navrhli ji nezávislí designéři Lucas Zach a Michael Palm. Zach si všiml ocenění Deutscher Computerspielpreis, které hra získala, a rozhodl se hru vyzkoušel. Následně požádali Pegasus, se kterým pravidelně spolupracovali, aby oslovilo studio Toukana. Podle spoluzakladatele Pegasu Karstena Essera to byl opak běžné praxe u populárních videoher, kde obvykle držitelé práv osloví výrobce deskových her, aby vytvořili spinoff. Palm a Zach rychle vytvořili digitální prototyp deskové hry a Toukana souhlasilo s pokračováním projektu. Podle Palma byla adaptace videohry na deskovou hru díky jejímu designu poměrně přímočará. Hlavní výzvou byla změna počítačem řízených systémů tak, aby hráč nemusel provádět žádné výpočty až do konce hry.
Desková hra Dorfromantik: The Board Game je kooperativní hra, kterou lze hrát s jedním až šesti hráči, přičemž hraní trvá 30 až 60 minut. Stejně jako ve videohře se s opakovaným hraním odemykají nové dlaždice a prvky a hráči jsou povzbuzováni k zaznamenávání svých skóre, aby získali právo otevřít zapečetěné krabice. V roce 2023 získala ocenění Spiel des Jahres a v roce 2024 byla na American Tabletop Awards doporučena jako příležitostná hra. Ačkoli nebyly údaje o prodeji zveřejněny, podle Essera získání ocenění Spiel des Jahres obvykle vede ke stovkám tisíc dalších prodejů maloobchodníkům v následujících měsících. Ke hře byla vydána dvě mini rozšíření. Rozšíření „The Great Mill“ s figurkou mlýna a dvěma novými kartami v říjnu 2023 a „The Wetterau“ se třemi novými dlaždicemi v červnu 2024. V únoru 2024 byla vydána kompetitivní verze hry pro dva hráče s názvem Dorfromantik: The Duel. V listopadu 2024 bylo vydáno pokračování původní deskové hry s názvem Dorfromantik: Sakura s podobnou hratelností obsahující nové dlaždice a novou mechaniku „třešňových květů“.